# Éder Lopes

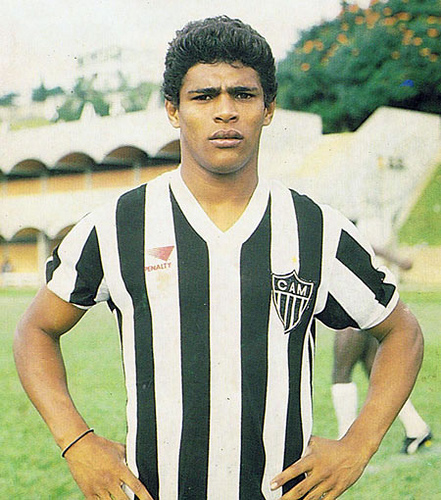
Foto de Éder Lopes com a camisa do Atlético Mineiro

Éder Lopes foi um volante de futebol que defendeu as cores do Atlético entre os anos de 1987 e 1996. Em 378 jogos no clube, o ex-jogador marcou 4 gols.
Natural de Formiga, Minas Gerais, Éder começou a jogar bola pelos campos de várzea da cidade. Em 1984, mudou-se para Belo Horizonte. No mesmo ano, entrou para as categorias de base do Atlético, onde foi bicampeão mineiro pelo juniores. Após um ano emprestado ao Guarani de Divinópolis, voltou ao Galo para ser titular, ocupando a vaga deixada por Elzo.
Éder Lopes jogou na seleção brasileira em 1990, quando o técnico era Paulo Roberto Falcão.
Disputando o Campeonato Mineiro de 1991, contundiu-se no início de outubro, retornando ao clube para as últimas partidas do hexagonal, dois meses depois.
Éder Lopes ainda ganhou por três vezes o Troféu Guará, como o melhor de sua posição: em 1987, 1989 e 1990.
Atuou ainda pelo Flamengo, Atlético-PR, Al Ahli, Londrina e Democrata-GV, encerrando sua carreira no Mogi-Mirim em 1999. Éder, ainda, comandou, como técnico, o Vila Esporte Clube de Formiga-MG em 2005. Depois, se tornou diretor da equipe.

## Carreira[1]
| Período   | Clube        | País           |
| --------- | ------------ | -------------- |
| 1986      | Guarani-MG   | Brasil         |
| 1987-1992 | Atlético-MG  | Brasil         |
| 1993      | Atlético-PR  | Brasil         |
| 1993      | Flamengo     | Brasil         |
| 1994-1996 | Atlético-MG  | Brasil         |
| 1996      | Al Ahli      | Arábia Saudita |
| 1997      | Londrina     | Brasil         |
| 1998      | Democrata-GV | Brasil         |
| 1999      | Mogi Mirim   | Brasil         |

## Títulos[1]
| Ano  | Campeonato                | Clube       |
| ---- | ------------------------- | ----------- |
| 1988 | Campeonato Mineiro        | Atlético-MG |
| 1989 | Campeonato Mineiro        | Atlético-MG |
| 1990 | Torneio Ramón de Carranza | Atlético-MG |
| 1991 | Campeonato Mineiro        | Atlético-MG |
| 1992 | Copa Conmebol             | Atlético-MG |
| 1995 | Campeonato Mineiro        | Atlético-MG |

### Outros
| Ano  | Troféu                         | Clube       |
| ---- | ------------------------------ | ----------- |
| 1987 | Melhor Volante do Troféu Guará | Atlético-MG |
| 1989 | Melhor Volante do Troféu Guará | Atlético-MG |
| 1990 | Melhor Volante do Troféu Guará | Atlético-MG |

1. 1 2 3 4 5 6  «Éder Lopes - Clube Atletico Mineiro - Enciclopédia Galo Digital». www.galodigital.com.br. Consultado em 31 de janeiro de 2019
2. 1 2 3 4  «Éder Lopes - Que fim levou?». Terceiro Tempo. Consultado em 31 de janeiro de 2019